# Słup telefoniczny

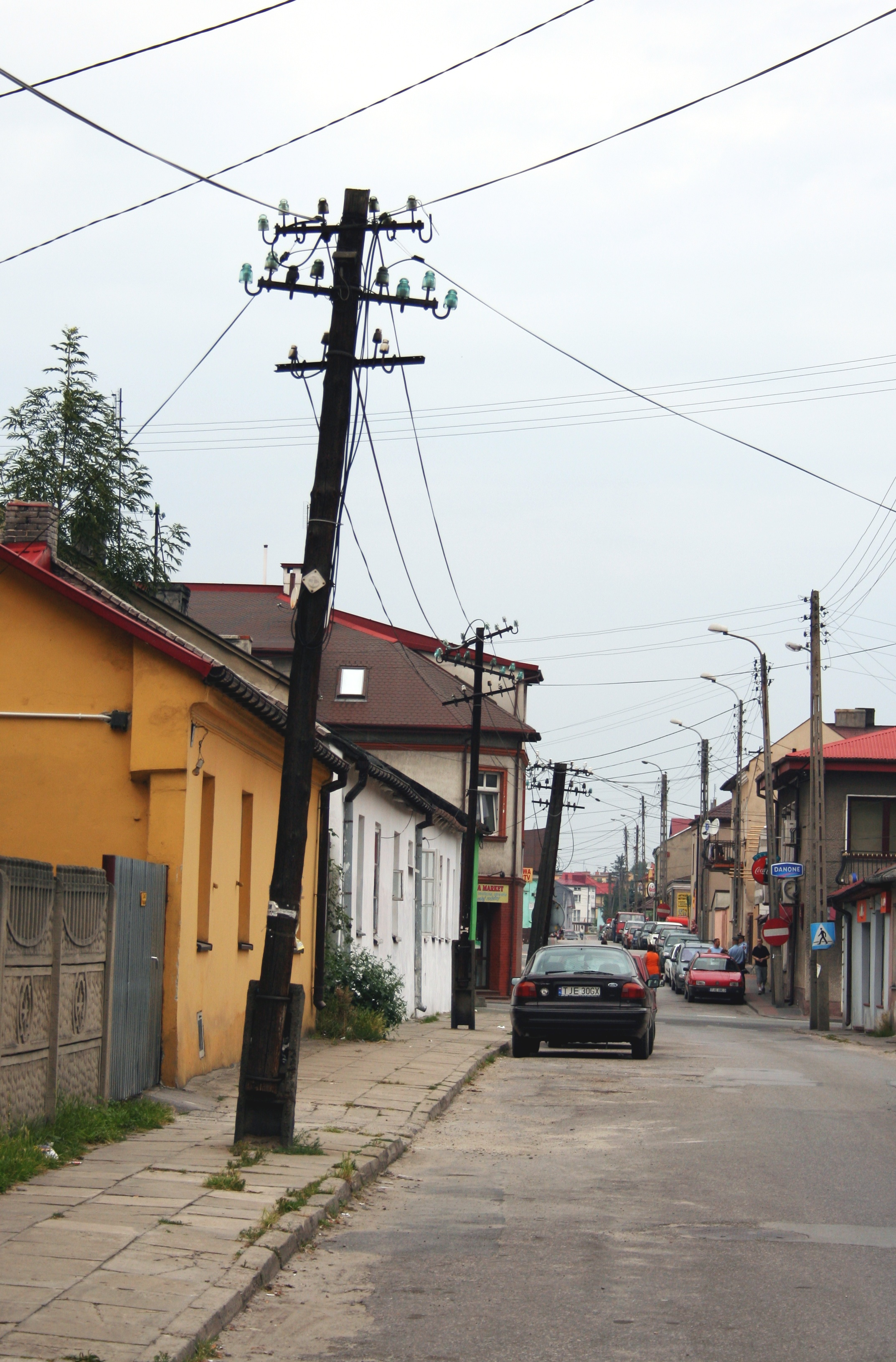
Słup telefoniczny na jednej z uliczek w centrum miasta Jędrzejowa

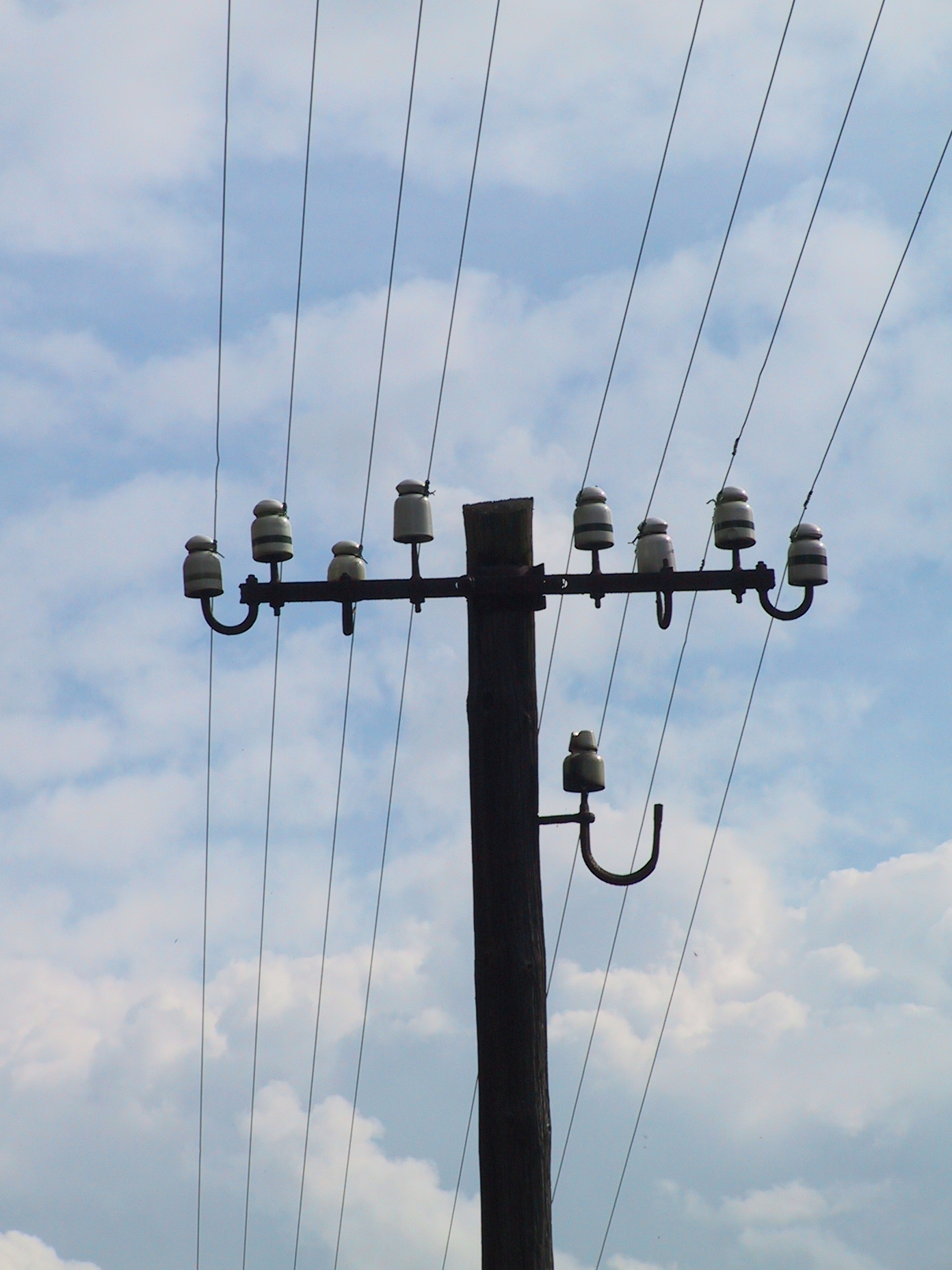
Słup telefoniczny z drutami telefonicznymi w Dippoldiswalde (Niemcy)

Słup telefoniczny – najczęściej drewniana, rzadziej betonowa konstrukcja nośna stanowiąca część sieci telefonicznej. Łączy abonenckie aparaty telefoniczne z centralami lub jako sieć międzymiastowa dwie centrale telefoniczne. Obecnie tracą znaczenie i są zastępowane na odcinku sieci lokalnej głównie telefonicznymi kablami ziemnymi a na odcinku międzymiastowym siecią światłowodową.
Słupy tworzyły sieć kablowych telefonicznych linii napowietrznych połączonych kablem miedzianym, a przed ich upowszechnieniem drutami telefonicznymi.